# 侯外林
侯外林（1962年—），汉族，中华人民共和国政治人物、第十一届全国政协委员。
加入中国共产党，担任中国证监会广东监管局局长、党委书记兼广州稽查局局长。2008年，当选第十一届全国政协委员，代表经济界，分入第三十四组。